# Ernst Dyckerhoff
Ernst Emil Rudolf Dyckerhoff (* 25. Februar 1877 in Wiesbaden-Biebrich; † 30. September 1926 ebenda) war ein deutscher Ingenieur und Unternehmer.

## Leben
Ernst Dyckerhoff war der Sohn des Bauunternehmers und Betonpioniers Eugen Dyckerhoff und dessen Ehefrau Adele Dyckerhoff geb. Widmann. Sie war die Tochter des Gottlieb Widmann, der 1869 von seinem Vater in die Dyckerhoff und Widmann AG geholt wurde.
Nach einem Ingenieurstudium an der Technischen Hochschule München und der Gottfried Wilhelm Leibniz Universität Hannover begann er eine kaufmännische Ausbildung in der Firma Dyckerhoff & Söhne GmbH in Amöneburg. 1905/06 setzte er als Regierungsbauführer bei der Eisenbahndirektion in Dresden seine Ausbildung fort. 1906 wurde er Oberingenieur in dem Nürnberger Betrieb der Baufirma Dyckerhoff und Widmann.
1911 wurde er Vorstandsmitglied und 1920 Vorstandsvorsitzender der Dyckerhoff und Widmann AG.
Er war mit Paula von Ibell, Tochter des Carl Bernhard von Ibell verheiratet.

## Ehrungen
Ehrensenator der Technischen Hochschule Darmstadt.